# Краевой парк имени Н. Н. Муравьёва-Амурского
Краевой парк культуры и отдыха им. Н. Н. Муравьёва Амурского — парк культуры и отдыха, находящийся в Хабаровске, на берегу реки Амур, над Набережной Адмирала Невельского и рядом со стадионом им. Ленина.

## История
Первое упоминание о парке датируется 1894 годом. Тогда он был и не парком, а садом. В 1917 году переименован в сквер, а парком «культуры и отдыха» стал в 1928 году. 21 октября 2003 года парку присвоили имя Н. Н. Муравьева-Амурского.

## Объекты
На прилегающей к парку территории находится Храм Святителя Иннокентия. С 1963 по 1991 гг. в здании работал планетарий. Также близко к парку расположен Успенский собор, Дальневосточный художественный музей, Военно-исторический музей Восточного (Дальневосточного) военного округа, Гродековский музей, здание речного пароходства, ОДОРА Восточного военного округа. На территории самого парка находятся известная достопримечательность Амурский утёс, памятник Муравьеву-Амурскому (установлен в 1891 году, демонтирован в 1925-м, повторно открыт в 1992 году).